# Caudium
Caudium (in italiano Caudio, in greco Καύδιον) era la principale città dei Sanniti Caudini, identificata con l'attuale Montesarchio.

## Storia
L'abitato sorse attorno all'VIII secolo a.C. ed è ricordato soprattutto per l'umiliante sconfitta delle Forche Caudine che i Sanniti inflissero ai Romani nel 321 a.C., durante la Seconda guerra sannitica. Pochi anni dopo era utilizzata dai Sanniti come postazione per controllare i Campani.
Caudium non è menzionata durante la Seconda guerra punica, mentre i Caudini lo sono ripetutamente. Lo storico Niebuhr ritenne che i Romani si fossero vendicati delle Forche Caudine distruggendo la città, anche se non ci sono prove a sostegno di questa tesi. Qualche tempo dopo, comunque, Caudium è una cittadina sulla via Appia, che derivava quindi la sua importanza dalla presenza di quest'ultima: è riportata in questo modo sia al tempo di Augusto sia nel tardo impero.
Nel periodo del triumvirato accolse inoltre una colonia di veterani; Plinio ed alcune iscrizioni ci informano che mantenne il suo carattere municipale, anche se privata di parte del suo territorio in favore di Beneventum. Non si sa quando e come la città finì: il suo nome è ancora citato nel IX secolo, ma non si può stabilire se all'epoca esistesse ancora.

## Archeologia
Attualmente la precisa collocazione di Caudium è difficile da stabilire, anche se si tende a collocarla in una zona centrale della Valle Caudina, fra i territori dei comuni di Montesarchio e Bonea, in accordo con le indicazioni degli Itinerari (distava 21 miglia romane da Capua e 11 da Beneventum).
In questa zona sono stati rinvenuti, infatti, vasi, gioielli, suppellettili che risalgono ai secoli dal VII a.C. al I d.C. e dimostrano perizia tecnica e artistica. Sono state individuate delle necropoli e un edificio termale. I reperti sono custoditi nel Museo del Sannio di Benevento e nel Museo archeologico nazionale del Sannio Caudino di Montesarchio.